# Ray of Light (album)
Ray of Light is het zevende studioalbum album van Madonna uitgebracht in 1998.

## Achtergrondinformatie
Na de tegenvallende verkoopcijfers van het Bedtime Stories album, de succesvolle Evita-jaren en de geboorte van haar dochter Lourdes Maria bracht Madonna haar zevende studioalbum uit. Bij dit album was ze geïnspireerd door kabbala, een vorm van joodse mystiek of esoterie. Het album heeft dan ook dertien liedjes, het heilige getal in kabbala, waarvoor het veertiende nummer, Has To Be, geschrapt werd. Deze verscheen als bonustrack op de Japanse uitgave.
Door de religieuze sfeer van het album zijn de teksten van de liedjes minder toegankelijk dan haar eerdere werk. In meerdere liedjes zingt Madonna over haar dochter (Mer Girl, Little Star en Nothing really matters).
De eerste single van het album was Frozen en haalde internationaal nummer vijf in de hitlijsten. Ook haar tweede single, de title track Ray of light, was een internationale top vijf hit. De andere singles Drowned World/Substitute For Love, The Power of Good-bye en Nothing really matters behaalden ook grote successen.
Door het grote succes en de autobiografische elementen wordt het album vaak vergeleken met haar Like a Prayer-album uit 1989.

## Tracklist
01. Drowned World/Substitute For Love 

02. Swim 

03. Ray of light 

04. Candy perfume girl 

05. Skin 

06. Nothing really matters 

07. Sky fits heaven 

08. Shanti ashtangi 

09. Frozen 

10. The Power of Good-bye 

11. To have and not to hold 

12. Little star 

13. Mer girl 

Bonustrack in Japan en Australië:

14. Has To Be 